# Do It
«Do It» es una canción grabada por la cantante luso-canadiense Nelly Furtado para su tercer álbum de estudio, Loose (2006). Fue escrita por Furtado, Tim «Timbaland» Mosley y Nate «Danja» Hills. La canción presenta una influencia destacada de la música dance de la década de 1980 y letras sexualmente sugerentes, en las que la protagonista le pide a un amante que la satisfaga sexualmente. «Do It» fue lanzado como el quinto sencillo de Loose en Norteamérica, Australia y Nueva Zelanda, y octavo cronológicamente.

## Polémica
En enero de 2007 se denunció que el productor Timbaland había utilizado la melodía de «Do It» sin permiso del dueño original, que era el artista finlandés Janne Sunni. La canción original se llama «Acidjazzed Evening» y había sido lanzada en 2000.

## Videoclip
El videoclip muestra a Nelly Furtado cantando en un club nocturno, en un baño de mujeres, y en una habitación cantando con sus amigas.

## Lista de canciones
Sencillo en CD promocional
1. «Do It» (remix) (Con Missy Elliott) – 3:26
2. «Do It» (álbum versión) – 3:41
3. «Do It» (instrumental) – 3:43

Sencillo en CD alemán (dos canciones)
1. «Do It»
2. «Do It» (Con Missy Elliot)

Sencillo en CD alemán (cuatro canciones)
1. «Do It»
2. «Do It» (con Missy Elliot)
3. «All Good Things (Come to an End)» (Kaskade remix)
4. «Do It» (Video)

## Créditos
- Baterías por Timbaland.
- Teclados by Timbaland.
- Programación adicional por Demacio "Demo" Castellon.
- Coros de fondo por Nelly Furtado.
- Grabación, ingeniero de audio y mezclado por Demacio "Demo" Castellon.
- Segundo ingeniero, James Roach, Kobla Tetey, Ben Jost and Vadim Chislov.
- Grabaciones adicionales por Marcella "Ms. Lago" Araica.
- Producción vocal por Jim Beanz.
- Grabado y mezclado en The Hit Factory, Miami, Florida.

## Posicionamiento
| País (2007)                   | Posición |
| ----------------------------- | -------- |
| Portugal Top 50               | 1        |
| Billboard Hot Dance Club Play | 1        |
| Argentina                     | 14       |
| Bulgaria Top 40               | 18       |
| Canadá Hot 100                | 13       |
| Costa Rica                    | 2        |
| Panamá                        | 3        |
| República Checa               | 86       |
| Euro 200                      | 138      |
| Nueva Zelanda                 | 31       |
| Filipinas                     | 17       |
| Polonia Top 50                | 4        |
| Portugal Top 50               | 37       |
| Romania                       | 18       |
| Rusia Airplay                 | 66       |
| Eslovaquia                    | 3        |
| Sudáfrica                     | 36       |
| Tailandia                     | 9        |
| Turquía                       | 32       |
| U.S. ARC Weekly Top 40        | 31       |
| U.S. Billboard Hot 100        | 88       |
| U.S. Billboard Pop 100        | 60       |